# Armée aztèque
L'armée aztèque était l'armée du peuple aztèque (ou plus exactement mexica), qui, après sa triple alliance avec les « altepeme » (cités-États) de Texcoco et Tlacopan, a imposé la politique d'expansionnisme militaire la plus ambitieuse qu'ait connue la Mésoamérique, au point de former ainsi le plus vaste empire de l'époque postclassique.
L’Empire aztèque était fondé sur l’expansion et la domination d’autres « altepeme » sur lesquels il prélevait un tribut. La société aussi reposait sur la guerre : chaque homme recevait un entraînement militaire dès son plus jeune âge, et la seule possibilité pour les roturiers d’être promus socialement passait par le succès militaire en faisant des prisonniers (« maltin »).
Les forces armées aztèques étaient composées d’un large nombre de roturiers (« macehualtin ») sans distinction particulière et mal entraînés (« yaoquizqueh »), ainsi que d’un plus petit contingent de guerriers professionnels de la noblesse (« pipiltin »).

## Fonction des guerres
L'expansionnisme militaire aztèque avait deux objectifs principaux.
Le premier était politique : la soumission des cités ennemies en vue d'en obtenir tribut. La plupart des campagnes militaires avaient pour origine la volonté d'expansion, pas nécessairement en soumettant politiquement le vaincu, mais surtout en vue d'obtenir le versement d'un tribut, comme on peut le voir dans le Codex Mendoza où la liste de ces tributs est méticuleusement reprise.
Le second objectif était religieux et social : la prise d'esclaves pour les sacrifices rituels et le travail forcé. Ceci a fortement influencé le type de combat des Aztèques : un de leurs objectifs principaux n'était pas de vaincre l'ennemi en le tuant mais en le faisant prisonnier. Outre cette fonction rituelle, la guerre constituait pour les guerriers de basse extraction un facteur de promotion sociale, en fonction du nombre de prisonniers qu'ils ramenaient.
La première action d'un nouvel empereur consistait souvent à organiser une campagne militaire pour s'imposer à la fois à ses sujets et aux cités soumises tout en se procurant les esclaves nécessaires à la cérémonie de couronnement. L'un d'entre eux, du nom de Tizoc, avait échoué lors de plusieurs actions militaires, ce qui, selon Diego Durán, aurait amené les nobles à l'empoisonner.

## Organisation
Au sommet de la hiérarchie militaire se trouvait l'empereur, le huey tlatoani. En tant que commandant en chef, il portait le titre de «tlacatecuhtli», c'est-à-dire le «seigneur des hommes». Au-dessous de lui le deuxième personnage de l'empire, le cihuacoatl, qui commandait parfois une armée en campagne, comme ce fut le cas lors de la bataille d'Otumba. L'empereur était assisté d'un conseil formé de quatre hauts dignitaires militaires. Les deux premiers nous sont bien connus : le «tlacateccatl» (celui qui commande les guerriers) et le «tlacochcalcatl» (celui de la maison des javelots), qui assurait la responsabilité des arsenaux («tlacochcalli»). La plupart des tlatoanis avaient assumé une de ces deux fonctions avant d'accéder au poste suprême. En ce qui concerne les deux autres membres du grand conseil, les auteurs ne s'accordent pas : tlillancanqui, ezhuahuacatl, huitznahuatl, ou encore cuauhnochtli.

### Entraînement
Les fils de la noblesse profitaient de l'entrainement au Calmecac . Ils recevaient une éducation aussi bien sur les aspects militaires que sur l'astronomie, le fonctionnement du calendrier, la rhétorique, la poésie ou encore la religion.
Les enfants des roturiers allaient au Telpochcalli où ils recevaient un entrainement militaire de base, et se livraient à des activités manuelles.

### Hiérarchie

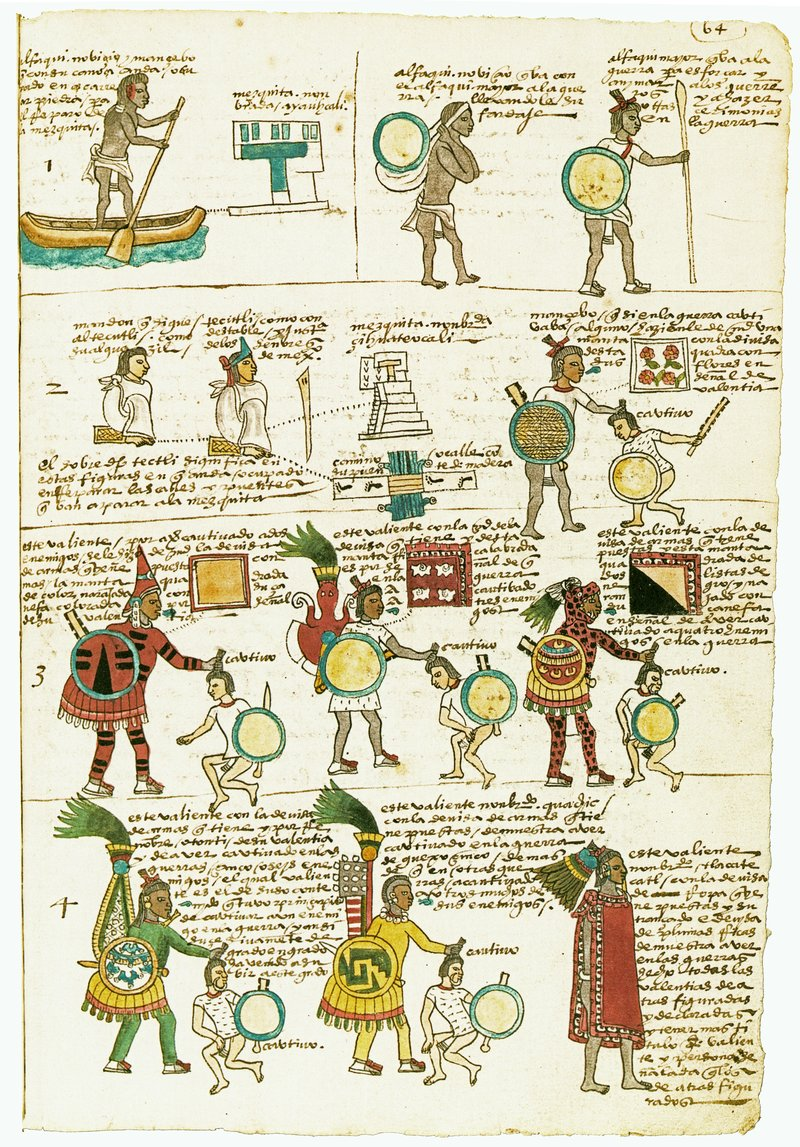
Page du Codex Mendoza : première rangée : trois prêtres, dont le troisième part à la guerre. Extrémité de la deuxième rangée: jeune guerrier ayant fait son premier prisonnier. Troisième rangée : guerriers ayant respectivement fait deux, trois et quatre prisonniers. Dernière rangée : Otomitl, Cuachic, Tlacateccatl. On notera l'amélioration graduelle de l'équipement et du tlahuiztli

Notre connaissance de l'armée aztèque ne nous permet pas de distinguer des «grades» à proprement parler. Le rang des soldats était proportionnel au nombre de prisonniers qu'ils avaient capturés. Ils pouvaient alors porter différents habits (tlahuiztli) qui étaient la manifestation honorifique de leur bravoure. Ces habits devenaient plus spectaculaires avec le rang et on pouvait alors facilement reconnaître un soldat de valeur sur le champ de bataille. 

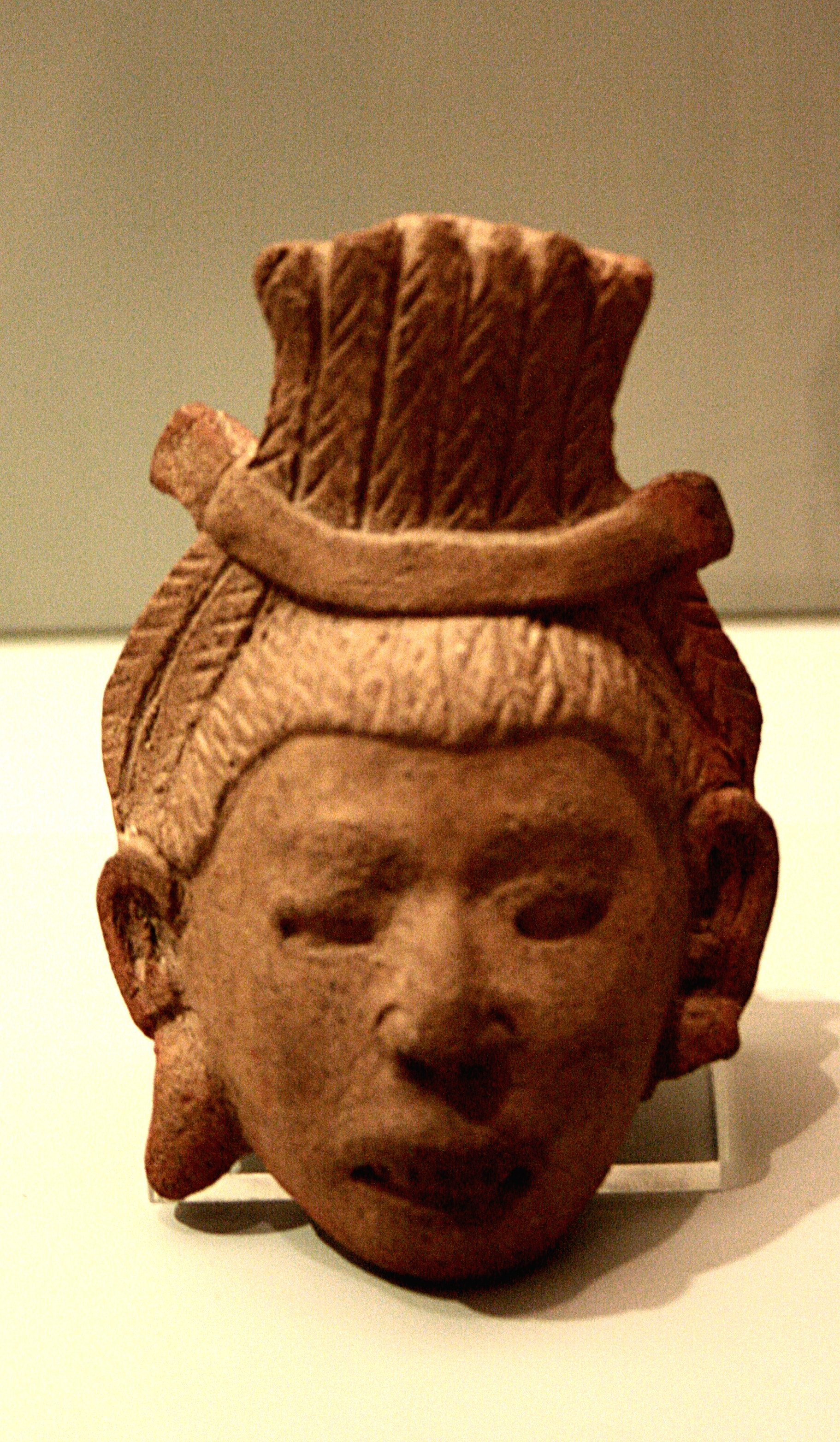
Guerrier aztèque coiffé d'un temillotl (Museo de América à Madrid)

Les roturiers (« macehualtin » en nahuatl, «gente de baja suerte» en espagnol) représentaient la majorité de l'armée. Au niveau le plus bas se trouvaient les porteurs (tlameme) qui étaient chargés de l'approvisionnement en nourriture et en armes. Suivaient ensuite les plus jeunes des «telpochcalli», menés par un «telpochyahqui» (celui qui dirige les adolescents) ou «tlamani» ( «celui qui prend, qui capture»), qui a réussi à prendre seul un captif au cours d'une bataille. Après avoir fait quatre prisonniers, le guerrier devenait un «tequihuah» (pluriel «tequihuahque»), un vétéran, un soldat aguerri, dont la chevelure recevait une coiffure caractéristique. le «temillotl», constitué d'une mèche attachée par un lien au sommet de la tête. Au-dessus de quatre prisonniers on pouvait accéder à divers ordres d'élite.

### Guerriers d'élite

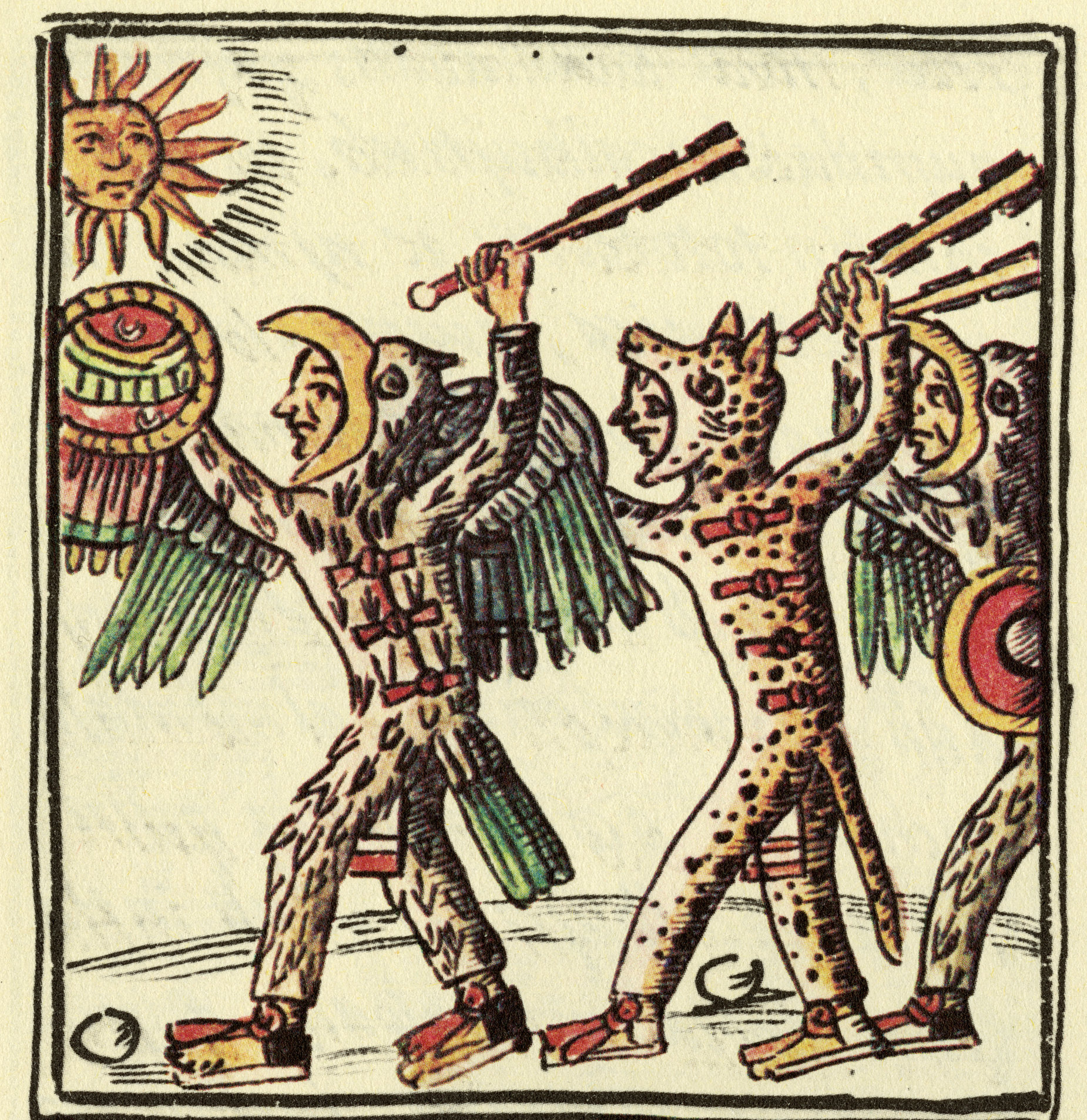
Guerrier aigle (à gauche) et guerrier jaguar (à droite), selon le Codex de Florence.

Les guerriers de base qui ont fait preuve de leur excellence peuvent être promus et être anoblis, ou encore entrer dans l'un des ordres d'élite. Les fils de nobles sont plus susceptibles d'intégrer ces ordres, mais en devant tout de même progresser au sein du rang. Ces guerriers pouvaient passer d'un ordre à l'autre, toutefois nous en connaissons mal les modalités.

#### Guerriers jaguar et aigle
Les ordres les plus prestigieux sont ceux des Aigles (quauhtin) et jaguars (ocelomeh). Ils avaient un siège, nommé Quauhcalli, situé dans l'enceinte des cérémonies de Technotitlan.
Les guerriers jaguars, comme leur nom l'indique étaient habillés (seulement quand ils étaient en service) d'un justaucorps de peau de jaguar, alors que les guerriers aigles étaient recouverts de plumes d'aigle et leur casque en bois rappelait la tête d'un aigle. Les guerriers des deux ordres portaient des boucliers décorés de plumes avec lesquelles ils écrivaient le symbole de leur nom.

#### Otomis
Les Otomis (en nahuatl : singulier otomitl, pluriel otontin ) forment une société de guerriers tirant leur nom des populations otomi, renommées pour leur férocité au combat. Pour faire partie de cette société, il faut avoir fait cinq ou six prisonniers. Il est assez difficile pour les historiens de discerner l'ordre de guerrier du groupe ethnique, d'autant plus que ceux-ci pouvaient rejoindre les armées aztèques en tant que mercenaires ou alliés.

#### Cuachicqueh
Les membres les plus prestigieux des ordres de chevalerie aztèque (sing. cuachic, «celui qui est tondu» ) étaient reconnaissables par leur visage peint d'une moitié bleue et de l'autre jaune ou rouge. Les chefs se rasaient le crâne à l'exception d'une longue tresse sur l'oreille gauche. Ils avaient juré de ne jamais faire un pas en arrière sur le champ de bataille.

## Équipement

### Armes de jet
- « Atlatl » : Cette arme était un propulseur de javeline (appelée « tlacochtli ») destiné à envoyer l'arme de façon plus puissante et précise qu'à la main. Elle était courante dans les armées mésoaméricaines. Avec cette arme les soldats aztèques pouvaient se planter dans un arbre situé à trente mètres à peu près. Le conquistador Bernal Díaz del Castillo donne de cette arme inconnue des Européens la description suivante : «Ils décrivirent aussi les armes dont on fait usage; les piques doublement dentelées qu'on lance avec des machines et qui traversent n'importe quelle défense[24]...»
- « Tlahuitolli » : Un arc projetant des flèches (« mitl »), qui étaient portées dans un carquois (« micomitl »).
- « Yaomitl » : Des flèches spéciales dont la pointe était très tranchante grâce à l'obsidienne.
- « Tematlatl » : Une fronde faite de fibre de maguey qui projetait des pierres arrondies, façonnées à la main, pouvant peser jusqu'à 1 kilogramme jusqu'à une quinzaine de mètres.

### Armes de contact

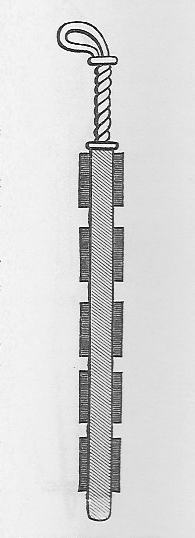
Macquauitl

Le macuahuitl est une épée en bois aux tranchants incrustés de lames d'obsidienne très coupantes mais également très fragiles. Les guerriers d'élite de l'armée aztèque étaient équipés de cette arme blanche, qui pouvait leur servir d'arme tranchante aussi bien que d'arme contondante, pour assommer et capturer leur ennemi.
Le tepoztopilli est une arme d'hast de la taille d'une lance, dont la pointe est en obsidienne.
Le huitzauhqui est une lance qui tient à la fois du macahuitl et du tepoztopilli, car les côtés de cette arme d'hast sont incrustés d'obsidienne.
Le quauhololli est une massue qui se termine par une partie sphérique.

### Protection

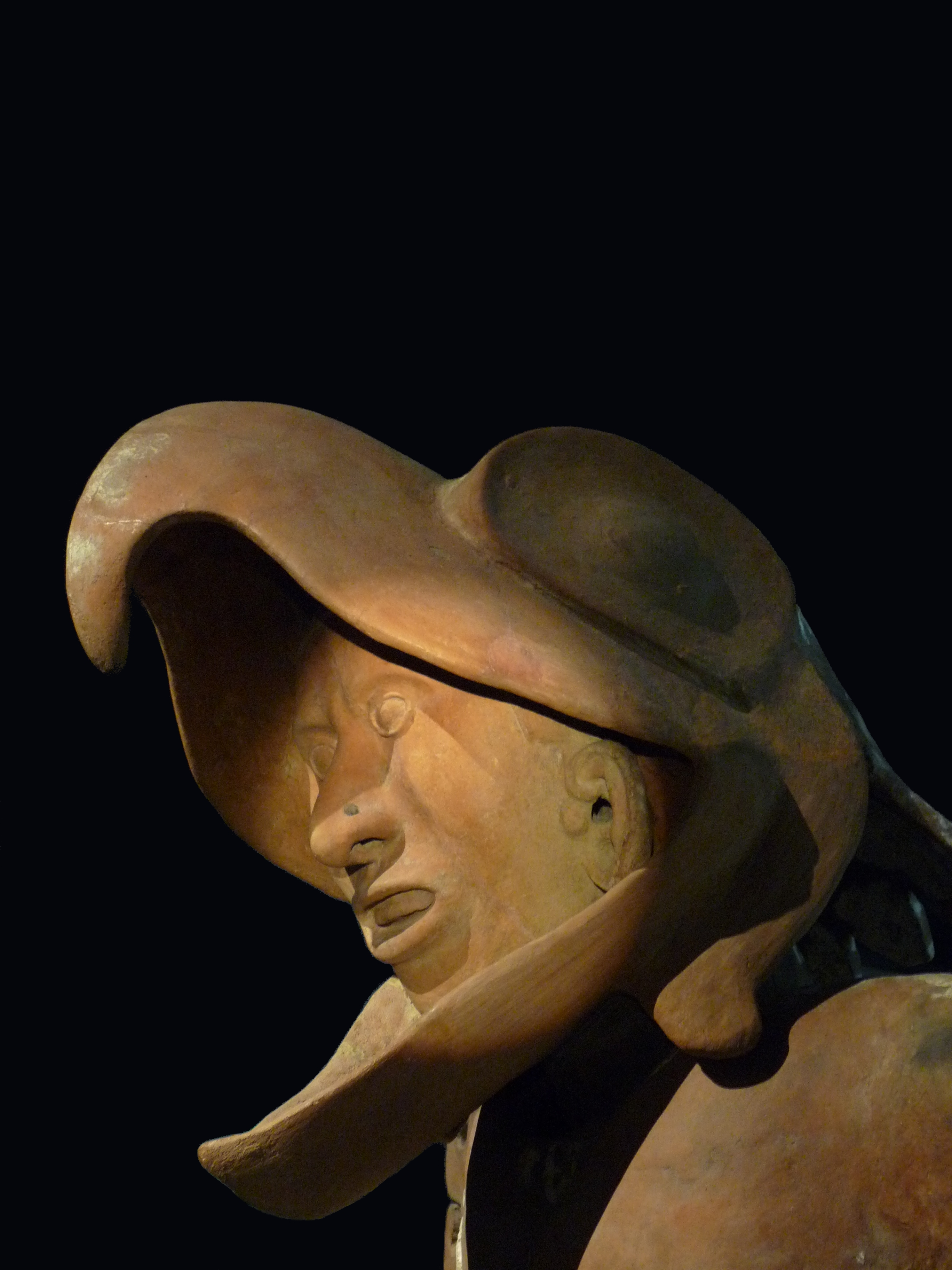
Tête d'une statue en argile de Guerrier-Aigle retrouvée dans la Maison des Aigles, près du Templo Mayor. Le guerrier porte un casque en forme de tête d'aigle. Son visage émerge du bec de l'animal

- « Chimalli » : bouclier rond, muni vers le bas d'une frange de plumes et dont la face avant est décorée de motifs héraldiques, comme on peut en observer dans le Codex Mendoza. Il en existe plusieurs sortes: le cuauhchimalli, fabriqué à partir de différents bois mais surtout d'osier et incrusté de peaux et de plumes; l'otlachimalli, composé de canne de maïs, un matériau très accessible. Le mahuizzoh chimalli est un bouclier cérémoniel. Le Conquistador Anonyme fait remarquer à ce propos : « Et puisqu'ici en Espagne on a vu quelques-unes de ces rondaches, j'affirme qu'elles ne sont pas de celles qu'ils portent au combat, mais de celles qu'ils portent dans leurs fêtes et dans les danses qu'ils ont coutume d'exécuter lors de leurs réjouissances[26]. » Seuls quelques rares exemplaires, deux au Würtembergisches Landmuseum à Stuttgart, un au Museum für Völkerkunde à Vienne et deux à Mexico, témoignent de la virtuosité des plumassiers ( amanteca en nahuatl) aztèques[27].
- « Ichcahuipilli » : armure de coton rembourrée. D'une épaisseur égale à la largeur de deux doigts, ce matériau pouvait résister aux coups d'épées d'obsidienne.
- « Ehuatl » : tunique portée au-dessus de l'armure de coton par certains guerriers nobles.
- « Tlahuiztli » : vêtement de guerre distinctif porté par les guerriers prestigieux et les membres d'ordre de chevalerie.
- Casque en bois, décoré de plumes, ou en forme de tête d'aigle ou de jaguar ou encore de démon tzitzimitl.

### Bannières

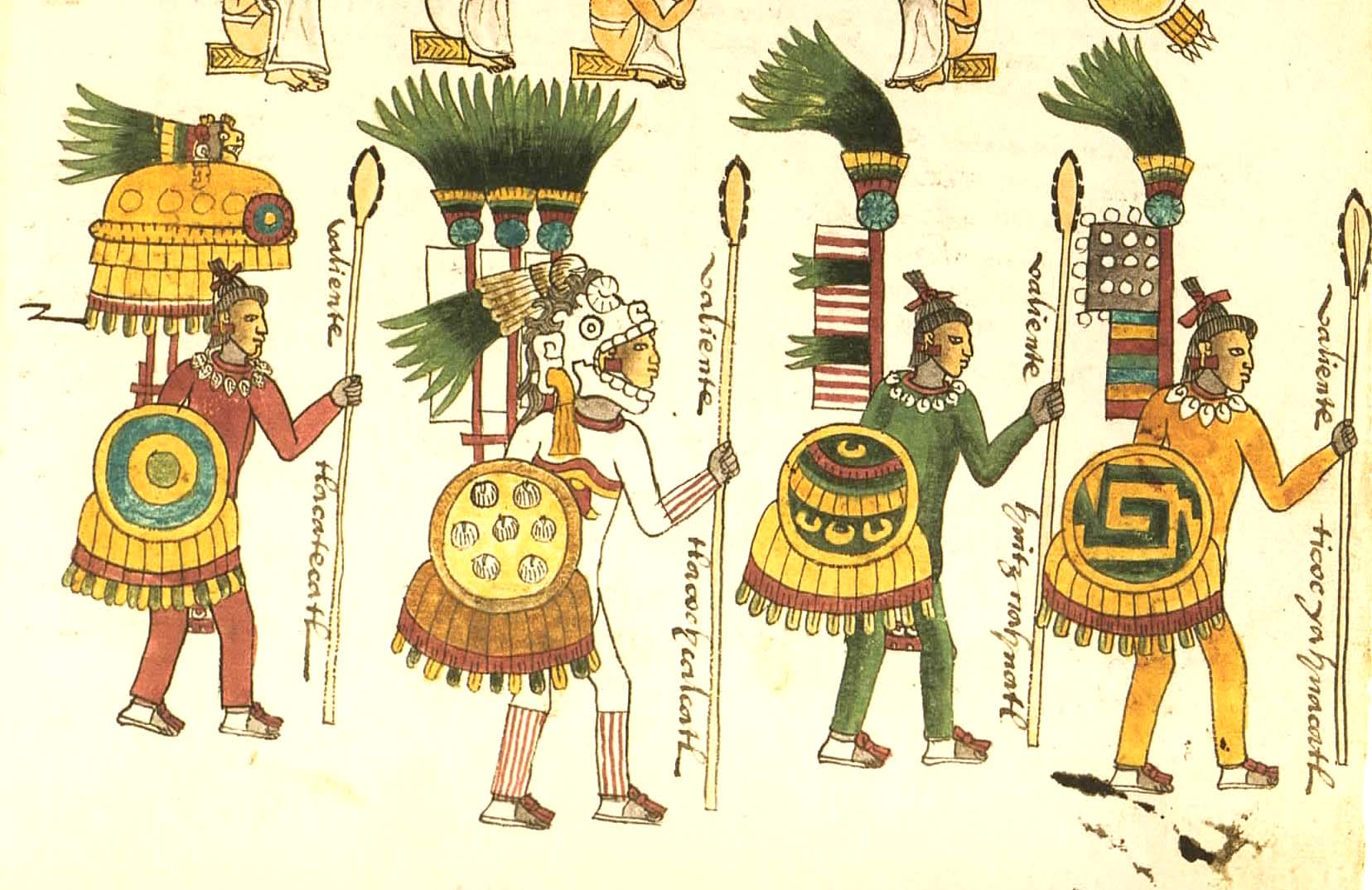
Page du Codex Mendoza : bannières aztèques. Les deux personnages à gauche sont le tlacateccatl et le tlacochcalcatl, dont les étendards sont plus élaborés qu'un simple pamitl

- Pamitl: Un fanion personnalisé permettant de reconnaître un officier ou un guerrier renommé, «fixé à une hampe et attaché dans le dos de façon qu'il ne le gêne nullement pour combattre ou faire ce qu'il veut»[28]. Ces bannières permettaient aux officiers de coordonner le mouvement de leurs unités[29].

## La guerre
Notre connaissance des guerres aztèques est assez mal assurée. Nos principales sources sont Diego Durán et Fernando Alvarado Tezozómoc, qui s'inspirent tous les deux d'un ouvrage disparu que les spécialistes nomment «Chronique X».

### Préliminaires
Si les motifs de faire la guerre étaient religieux ou idéologiques, dans la pratique on alléguait un motif concret, que ce soit le refus de commercer, comme nous l'apprend ce discours du tlatoani de Coyoacán : «Frères, vous voyez que les Mexicaines ne viennent plus au marché; c'est sans doute qu'elles sont irritées des offenses que nous leur avons faites. Préparons donc nos armes, nos boucliers, nos glaives..., car nous verrons bientôt arriver les Mexicains guidés par l'emblème de l'aigle et du tigre.», ou l'assassinat de marchands aztèques, les Pochteca, ou encore on se servait d'un simple prétexte, comme le refus d'aider les Aztèques à reconstruire le temple d'Huitzilopochtli. S'ensuivait souvent, mais pas nécessairement, une déclaration de guerre formelle.
Pour reconnaître le terrain, on envoyait des espions appelés «Quimichtin» (souris), déguisés en habitants du pays. Sahagún nous apprend qu'«Ils revenaient en apportant au roi la représentation de toutes ces choses pour qu'il vît bien les conditions de la contrée.» Les Pochteca servaient également fréquemment d'agents de renseignement.

### L'armée en campagne
Les opérations militaires avaient lieu pendant la saison sèche, de décembre à avril, lorsque les hommes n'étaient pas requis pour les travaux agricoles et que les chemins n'étaient pas embourbés.

### Batailles
Les Aztèques préféraient entamer le combat à l'aube. Si la bataille n'était pas terminée au coucher du soleil, on interrompait les combats. La bataille commençait généralement par des préliminaires verbaux, échanges d'insultes, ou encore des gestes obscènes. Le commandant en chef aztèque donnait le signal de l'attaque au moyen d'une conque; le souverain de Texcoco au moyen d'un petit tambour. Ensuite on faisait pleuvoir sur l'adversaire une grêle de traits, flèches et pierres, à une distance de 50-60 mètres. 
Les Aztèques combattaient en formations disciplinées. Au premier rang figuraient les cuachiqueh, puis venaient les otontin et les guerriers expérimentés ou tequihuahqueh entremêlés à de jeunes soldats. Lorsqu'on en venait au corps à corps, les Aztèques alignant généralement des effectifs supérieurs à ceux de leurs adversaires s'efforçaient de les envelopper. Il leur arrivait de subir des échecs cuisants, lorsqu'ils ne parvenaient pas à exploiter cette supériorité numérique, comme lors de la campagne de Tizoc contre Metztitlan, où le terrain, une vallée étroite, offrait peu d'espace de manœuvre. Les Aztèques recouraient volontiers à la feinte et à la ruse, comme en témoigne la relation de la campagne de Moctezuma Ier contre les Huastèques. Lorsque les Aztèques firent mine de s'enfuir, les Huastèques se jetèrent à leur poursuite. Deux mille guerriers qui s'étaient couchés par terre, couverts d'herbes, les laissèrent passer puis jaillirent sur leurs arrières et les anéantirent.
Lorsque le combat tournait au désavantage de l'ennemi, celui-ci pouvait offrir de négocier, comme lors de la campagne d'Ahuitzotl contre Teloloapan: «Enfin les principaux chefs de Teloloapan, réfugiés au sommet, se mirent à implorer à haute voix la pitié des vainqueurs, en disant: nous nous soumettons à l'empire mexicain. Ce pays produit du cacao, du miel, du coton, des étoffes, du chile et toute espèce de fruits et de fleurs. Nous vous payerons de tout cela en tribut et nous ferons tout ce que vous nous commanderez. Ahuitzotl leur ayant demandé s'ils tiendraient leur promesse, ils la confirmèrent de nouveau; alors ce prince donna ordre à ses capitaines de faire cesser le carnage.». La cité devenait alors tributaire de l'Empire aztèque.

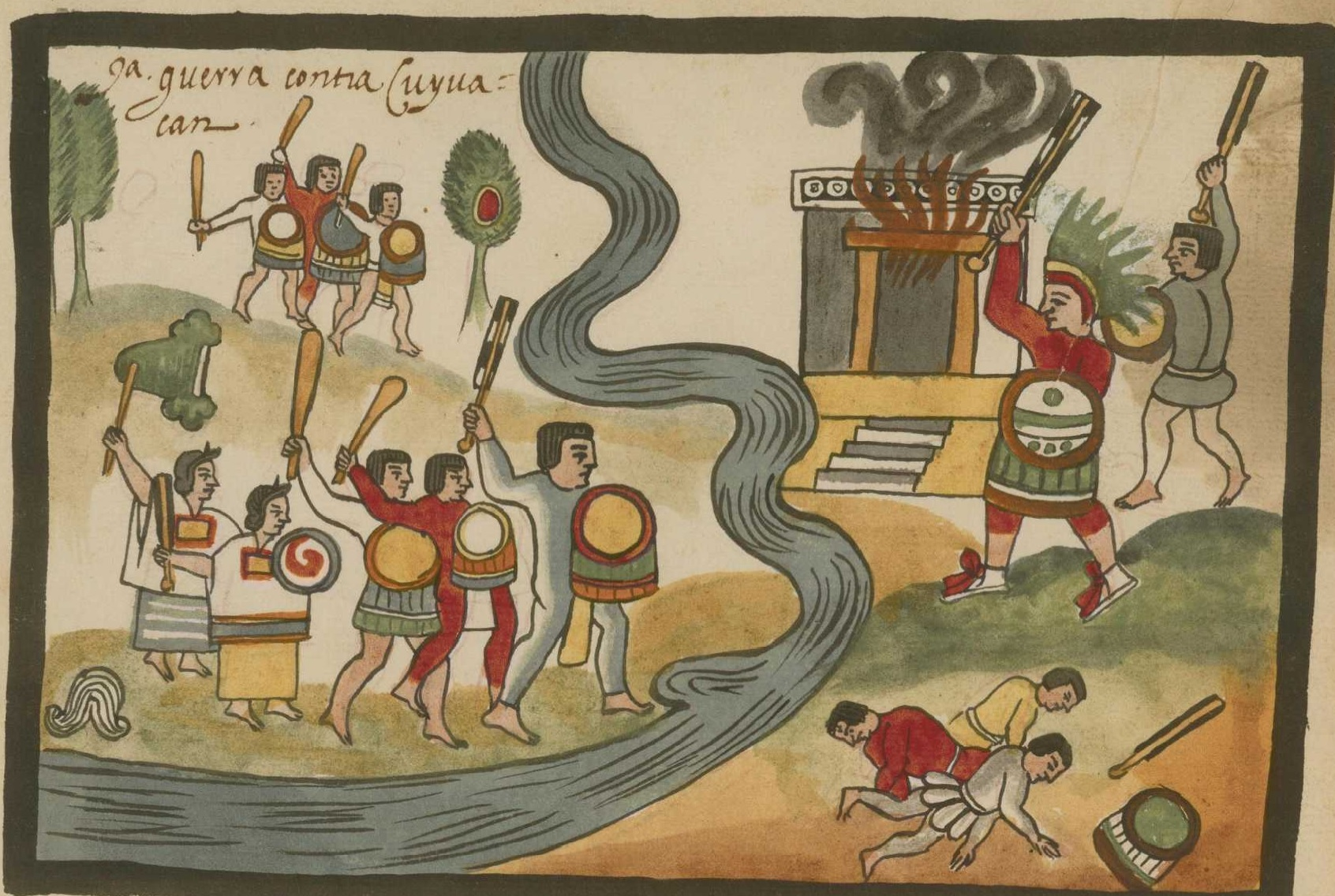
Codex Tovar: incendie du temple principal d'une cité ennemie

Si malgré tout l'ennemi ne voulait pas se soumettre, les Aztèques poursuivaient le combat jusque dans la cité, dont le temple principal était incendié. Comme le temple était généralement la principale place forte et également l'arsenal de la cité, cette destruction portait un coup fatal à la résistance. Elle équivalait aussi à la défaite du dieu local. Dans l'iconographie, le glyphe représentant un temple en flamme est le symbole de la conquête, comme on peut en voir maint exemple dans le célèbre Codex Mendoza.

### La Guerre fleurie
La guerre fleurie fut instaurée par Moctezuma Ier : dès l'ascension au pouvoir du nouvel empereur, des dérèglements climatiques (pas de pluies pendant la saison des pluies et inondation...) affamèrent la population de Tenochtitlan pendant cinq ans. Un conseil se réunit, et les dirigeants de Tenochtitlan conclurent que si les dieux s'amusaient à affamer la population, c'est qu'eux aussi étaient affamés. En effet cela faisait beaucoup de temps que Tenochtitlan n'avait plus fait de guerres et donc plus ramené de prisonniers à sacrifier (quand on sacrifiait une personne, on offrait son cœur en nourriture aux dieux). Alors, Moctezuma Ier demanda aux autres villes de la Triple Alliance et aux villes de Tlaxcala, Huexotzinco et Cholula qui étaient aussi touchées par la famine de livrer un combat dans la Plaine d'Acatzingo (endroit situé loin des six villes) sans aucun but militaire ou politique, mais dans le simple espoir de rapporter beaucoup de prisonniers qui puissent être sacrifiés.
Le combat eut lieu et les trois armées de la triple alliance affrontèrent les trois armées de Tlaxcala, Huexotzinco et Cholula. Les prisonniers furent nombreux et les six dirigeants des six villes se mirent d'accord pour faire les sacrifices le même jour. Ce jour-là, la pluie arriva et le climat redevint normal. Mais, les habitants de Tenochtitlan qui étaient encore affamés mangèrent les corps des sacrifiés, et plus tard, le fait de manger les sacrifiés devint une coutume religieuse. Quant à la guerre fleurie, elle fut répétée assez régulièrement, mais c'était surtout la cité de Tlaxcala qui demandait cette rencontre armée, car Tenochtitlan s'assurait un flux permanent de prisonniers en menant des conquêtes et se servait de la guerre fleurie pour familiariser les jeunes guerriers au combat.

### Fortifications
L'armée aztèque n'a pas l'habitude de maintenir un contrôle strict des territoires soumis, mais a tout de même bâti certaines fortifications. Les exemples principaux sont les forteresses de:
- Oztuma[37]: conquise sous Ahuitzol (en), où une garnison était maintenue pour défendre la région Chontal contre les Tarasques Cette frontière était gardée et partiellement fortifiée des deux côtés. Oztuma résista à plusieurs attaques de la part des Tarasques et tomba finalement entre leurs mains en 1519.
- Cuauhquechollan: dotée d'une enceinte de pierre et de mortier de 7,3 m de haut et percée de quatre portes[38]. Sa garnison près d'Atlixco devait faire pression sur les ennemis traditionnels des Aztèques: Tlaxcala, Cholula et Huexotzinco
- Malinalco: on ne peut pas dire que le complexe de bâtiments construit près de Toluca par Ahuitzotl soit réellement une forteresse[39]. Probablement destiné aux réunions des ordres militaires atèques, on peut dire d'une certaine manière, vu sa situation montagneuse, que le site pouvait éventuellement répondre à des fins défensives.